# Неоптолем (воєначальник)
Неоптолем (дав.-гр. Νεοπτόλεμος, жив у другій половині II століття до н. е. і першій половині I століття до н. е., помер до 63 року до н. е.) — видатний стратег і наварх царя Мітрідата VI Понтійського. Він був братом Архелая, іншого генерала Мітрідата VI, а також дядьком по батьківській лінії синів Архелая: Архелая та Діогена.

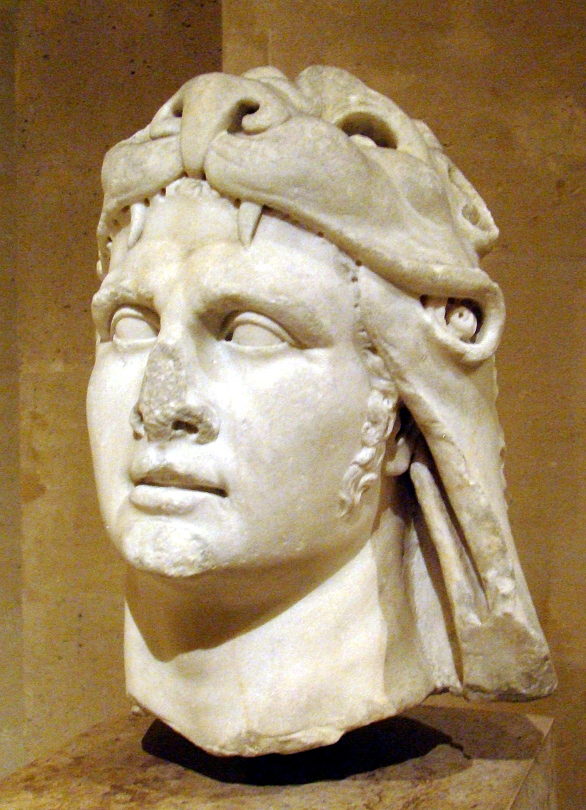
Мітрідата VI. Його полководець Неоптолем переміг в Азії, але зазнав поразки в Греції проти римлян.

Як і його брат Архелай, Неоптолем був знатним греком з Каппадокії, ймовірно, македонського походження, з невідомими батьками. Його родина, можливо, походила від греків, які переселилися в Анатолію після походу Александра Македонського. Сім'я Неоптолема була активною в Понтійському дворі.
Як і його брат, Неоптолем був генералом і адміралом під час Першої Мітрідатової війни (89–85 роки до н. е.). До цієї війни він і Архелай здобули військовий досвід у понтійських кампаніях на північних берегах Чорного моря. Він брав участь у військових діях, які сягали західного узбережжя Криму, можливо, аж до Тіри, де він звів фортецю, яка досі носить його ім'я. Також у Криму, в Азовському морі, він протягом двох років провів дві битви на Меотидському болоті.
У 88 році до н. е., під час Першої Мітрідатової війни, Неоптолем і його брат брали участь у військовій кампанії понтійської армії проти царя Нікомеда IV Філопатора. На річці Амній брати командували передовими загонами й здобули свою першу перемогу в цій війні. Після цього Неоптолем здобув перемогу над римською армією в Протопахії (неподалік Віфінія), ймовірно, без участі брата. Римська армія під командуванням Манія Аквілія була змушена відступити до Пергама. Завдяки цим перемогам Мітрідат VI поширив свій контроль на провінцію Азія, і його генерали перенесли війну в Грецію (на той час провінція Ахая).
Неоптолем супроводжував брата й понтійську армію до Афін. Він командував понтійськими військами біля Халкіди, де зазнав поразки від римського полководця Мунація, втративши 1 500 осіб. Після того як понтійська армія залишила Грецію в 85 році до н. е., Мітрідат VI призначив Неоптолема командувачем понтійського флоту, який охороняв Геллеспонт (Дарданелли).
Неоптолем вступив у битву з римським флотом під командуванням Луція Ліцинія Лукулла біля острова Тенедос (див. битва при Тенедосі 86 рік до н.є.). Втрачаючи битву за битвою, Мітрідат змушений був завершити війну з римським диктатором Луцієм Корнелієм Суллою. Подальша доля Неоптолема невідома.